# Cremada solar
La cremada solar és una forma de cremada per radiació que afecta el teixits, com la pell; que en el seu menor grau i l'habitual és la hiperèmia solar (cremada de primer grau). Aquestes cremades són degudes a una sobreexposició a la radiació ultraviolada (UV), generalment del sol. Els símptomes comuns en humans i altres animals inclouen l'envermelliment de la pell, que es nota calenta al tacte i sol ser dolorosa; i símptomes generals com fatiga i mareig lleu. Altres símptomes inclouen butllofes (cremada de segon grau), descamació de la pell, inflor, picor i nàusees. L'excés de radiació UV és la principal causa de càncers de pell.
Les cremades solars són una resposta inflamatòria del teixit provocada pel dany directe a l'ADN per la radiació UV. Quan l'ADN de les cèl·lules està massa danyada per la radiació UV, s'activa l'mort cel·lular de tipus I i se substitueix el teixit.
Les mesures de protecció com la protecció solar i la roba de protecció solar són àmpliament acceptades per prevenir aquestes cremades i alguns tipus de càncer de pell. Les poblacions especials, inclosos els nens, són especialment susceptibles a les cremades solars i s'han d'utilitzar mesures de protecció per evitar els danys.